# Liste der Monuments historiques in Barberey-Saint-Sulpice
Die Liste der Monuments historiques in Barberey-Saint-Sulpice führt die Monuments historiques in der französischen Gemeinde Barberey-Saint-Sulpice auf.

## Liste der Immobilien
| Bezeichnung                       | Beschreibung | Standort                 | Kennzeichnung | Schutzstatus           | Datum          | Bild           |
| --------------------------------- | --- | ------------------------ | ------------- | ---------------------- | -------------- | -------------- |
| Château de Barberey-Saint-Sulpice | Schloss, 1626 begonnen, in der zweiten Hälfte des 18. Jahrhunderts fertiggestellt, unter Einbeziehung von Teilen des Vorgängerbaus aus dem 15. Jahrhundert; einschließlich der Wirtschaftsgebäude | Allée du Château (Lage)  | PA00078048    | Inscrit Classé Inscrit | 1930 1980 2001 | weitere Bilder |
| Kirche St-Sulpice                 | aus dem 12. Jahrhundert | Rue de l’Église (Lage)   | PA00078049    | Inscrit                | 1925           | weitere Bilder |
| Kanalbrücke                       | Brücke des Canal de la Haute-Seine über die Seine, 1847 erbaut; heute Fußgängerbrücke | östlich des Ortes (Lage) | PA00078050    | Inscrit                | 1984           | weitere Bilder |

## Liste der Objekte
| Bezeichnung                                               | Beschreibung                                                                    | Standort                        | Kennzeichnung | Schutzstatus | Datum | Bild |
| --------------------------------------------------------- | ------------------------------------------------------------------------------- | ------------------------------- | ------------- | ------------ | ----- | ---- |
| Skulptur Madonna mit Kind (1)                             | Kalkstein, farbig gefasst, 16. Jahrhundert                                      | in der Kirche St-Sulpice (Lage) | PM10000225    | Classé       | 1977  |      |
| Taufbecken                                                | Kalkstein, 17. Jahrhundert                                                      | in der Kirche St-Sulpice (Lage) | PM10003572    | Inscrit      | 1976  |      |
| Kirchenfenster                                            | aus dem 16. Jahrhundert                                                         | in der Kirche St-Sulpice (Lage) | PM10000221    | Classé       | 1909  |      |
| Skulptur Heiliger Sebastian                               | Kalkstein, farbig gefasst, 16. Jahrhundert                                      | in der Kirche St-Sulpice (Lage) | PM10000227    | Classé       | 1977  |      |
| Kruzifix (1)                                              | Eichenholz, Ende des 19. Jahrhunderts; verschwunden                             | in der Kirche St-Sulpice (Lage) | PM10003569    | Inscrit      | 1977  |      |
| Retabel                                                   | Eichenholz, farbig gefasst und vergoldet, 18. Jahrhundert; zugehörig PM10003581 | in der Kirche St-Sulpice (Lage) | PM10003573    | Inscrit      | 1976  |      |
| Gemälde Heilige Familie                                   | Ölfarbe auf Leinwand, 18. Jahrhundert                                           | in der Kirche St-Sulpice (Lage) | PM10003581    | Inscrit      | 1976  |      |
| Kruzifix (2)                                              | Holz, 16. Jahrhundert                                                           | in der Kirche St-Sulpice (Lage) | PM10003582    | Inscrit      | 1976  |      |
| Empore                                                    | Eichenholz, bemalt, 16. Jahrhundert                                             | in der Kirche St-Sulpice (Lage) | PM10000220    | Classé       | 1908  |      |
| Skulptur Heiliger Sulpicius                               | Kalkstein, 16. Jahrhundert; verschwunden                                        | in der Kirche St-Sulpice (Lage) | PM10000223    | Classé       | 1913  |      |
| Schrank                                                   | Eichenholz, bemalt, bezeichnet 1777                                             | in der Kirche St-Sulpice (Lage) | PM10000228    | Classé       | 1913  |      |
| Grabmal für Claude-Louis Bruslé                           | Marmor, bezeichnet 1825                                                         | in der Kirche St-Sulpice (Lage) | PM10003570    | Inscrit      | 1976  |      |
| Skulptur Madonna mit Kind (2)                             | Eichenholz, Ende des 18. Jahrhunderts                                           | in der Kirche St-Sulpice (Lage) | PM10003571    | Inscrit      | 1976  |      |
| Reliquienbüste Heiliger Sulpicius                         | Eichenholz, farbig gefasst und vergoldet, 17. Jahrhundert                       | in der Kirche St-Sulpice (Lage) | PM10000226    | Classé       | 1977  |      |
| Zwei Gemälde: Unterweisung Mariens und Heiliger Sebastian | Ölfarbe auf Holz, 16. Jahrhundert und 1777                                      | in der Kirche St-Sulpice (Lage) | PM10000222    | Classé       | 1913  |      |
| Skulptur Johannes Evangelist                              | aus eine Kreuzigungsgruppe; Holz, farbig gefasst, Ende des 16. Jahrhunderts     | in der Kirche St-Sulpice (Lage) | PM10000224    | Classé       | 1913  |      |
| Skulptur Maria                                            | aus eine Kreuzigungsgruppe; Holz, farbig gefasst, Ende des 16. Jahrhunderts     | in der Kirche St-Sulpice (Lage) | PM10003055    | Classé       | 1913  |      |